# جامعة سايتاما
جامعة سايتاما (بالإنجليزية: 埼玉大学)‏ هي جامعة حكومية يابانية تقع في نواحي ساكورا-كو، مدينة سايتاما عاصمة محافظة سايتاما ضمن منطقة طوكيو ميتروبوليتان، تعرف إختصارًا بـ«سايداي، 埼大».
تأسست عام 1873 وأعتمد كجامعة عام 1949، حاليًا تضم 5 كليات تقدم شهادة البكالوريوس في «الفنون الحرة، التربية والتعليم، الاقتصاد، العلوم، والهندسة» بالإضافة إلى معاهد دراسات عليا في «العلوم الثقافية والتعليم وعلوم الاقتصاد والعلوم والهندسة» تقدم برامج مختلفة في الماجستير والدكتوراه، يصل عدد طلاب الجامعة إلى أكثر من 8,500 طالب بينهم أكثر من 500 طالب أجنبي في مستوى البكالوريوس والدراسات العليا.

## التاريخ
تأسست الجامعة عام 1873 باسم مدرسة سايتاما للمعلمين (埼玉師範学校، Saitama Shihan Gakkō)، لاحقًا في عام 1949 أعتمدت كجامعة بعد دمجها مع مدرسة أوراوا العليا (浦和高等学校، Urawa Kōtō Gakkō) التي تأسست عام 1929، ومدرسة سايتما للمعلمي الناشئة (埼玉青年師範学校، Saitama Seinen Shihan Gakkō) التي تأسست عام 1922.

## الحرم

### حرم أوكوبو

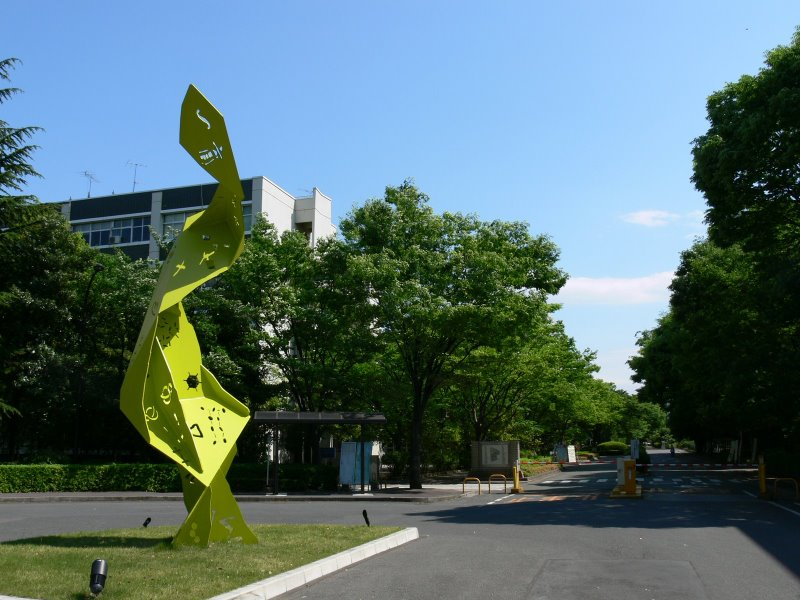
جامعة سايتاما.

يمثل حرم أوكوبو الموقع الأساسي لجامعة سايتاما ويمكن الوصول له بالحافلة أو سيرًا على الأقدام من محطة مينامي-يونو [الإنجليزية]، أو محطة كيتا-أوراوا [الإنجليزية]، أو محطة شيكي [الإنجليزية].

### فروع أخرى
للجامعة فرعين آخرين وهما:
- كلية مدينة أوميا سونيك (يمكن الوصول اليه من محطة أوميا [الإنجليزية]).
- كلية محطة طوكيو (يمكن الوصول اليها من محطة طوكيو).

## برامج الدراسات العليا الدولية
لتوفير فرصة للطلاب الدوليين بإستكمال تعليمهم العالي في اليابان، أطلقت الجامعة برنامج للدراسات العليا الدولية في إختصاصات الهندسة المدنية والبيئية في المعهد العالي للعلوم والهندسة عام 1992، وفر هذا فرصة لإستقطاب الطلاب الأجانب ذوي الكفاءة العالية للدراسة العليا وإجراء البحوث في مختلف تخصصات التي تشمل: (إدارة البنى التحتية، تخطيط الطرق والنقل، الهندسة البيئية، هندسة السواحل والمحيطات، الهندسة الهيدروليكية والموارد المائية، والهندسة الجيوتقنية والجيولوجية، وهندسة المواد والخرسانة، والهندسة الريحية، وهندسة الزلازل).
كما يتضمن البرنامج كورسات أخرى مخصصة للطلبة الدوليين، تعليمات الدراسة والإشراف البحثي تقدم باللغة الإنجليزية أو اليابانية، ويتم قبول أطاريح الماجستير والدكتوراه باللغتين، بالإضافة إلى توفير دورات لغة يابانية للطلاب الأجانب وأزواجهم، تخرج 215 طالب من مختلف دول العالم من هذا البرنامج وهم الآن يشاركون في أنشطة أكاديمية ومهنية في أجزاء مختلفة من العالم.

## أبرز الخريجين
- تاكاكي كاجيتا - عالم فيزياء حاصل على جائزة نوبل عام 2015.
- لي من هونغ [الإنجليزية] - محافظ بنك دولة فيتنام.

## معرض الصور

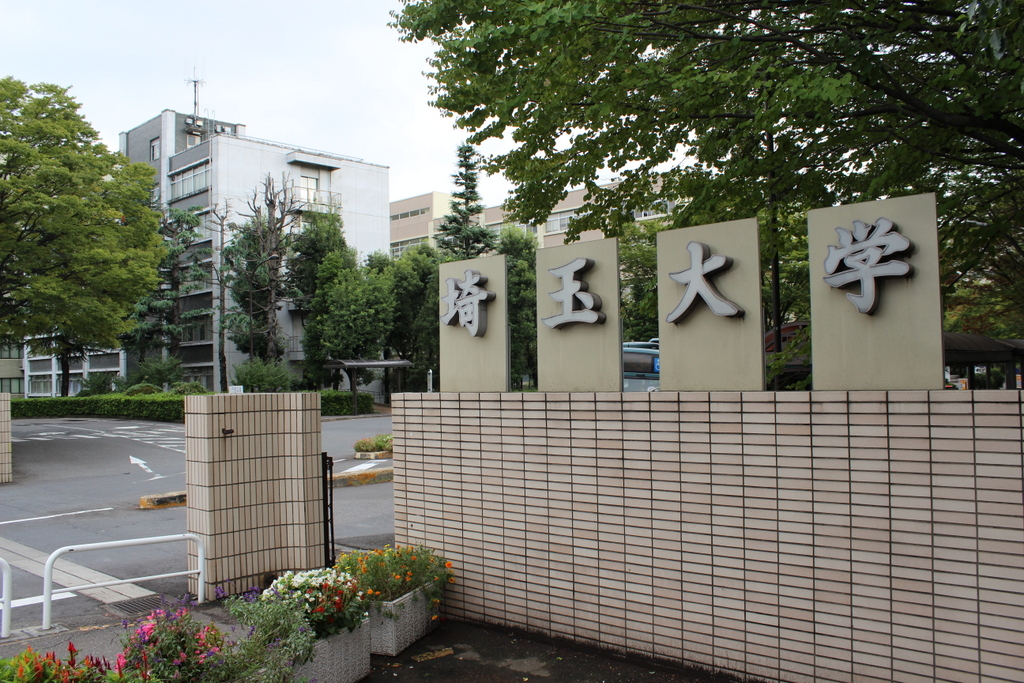
مدخل جامعة سايتاما.
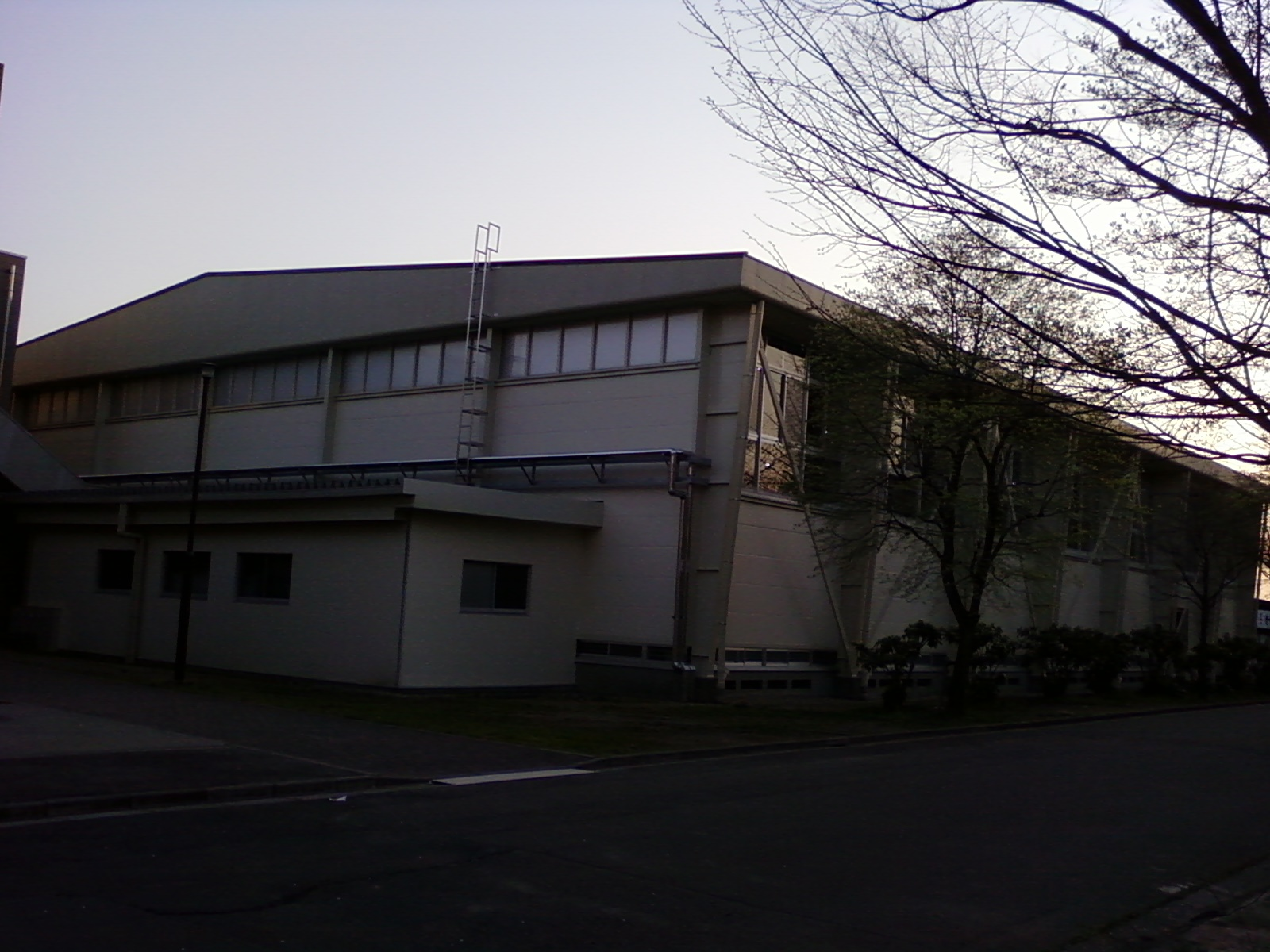
صالة الألعاب الرياضية.
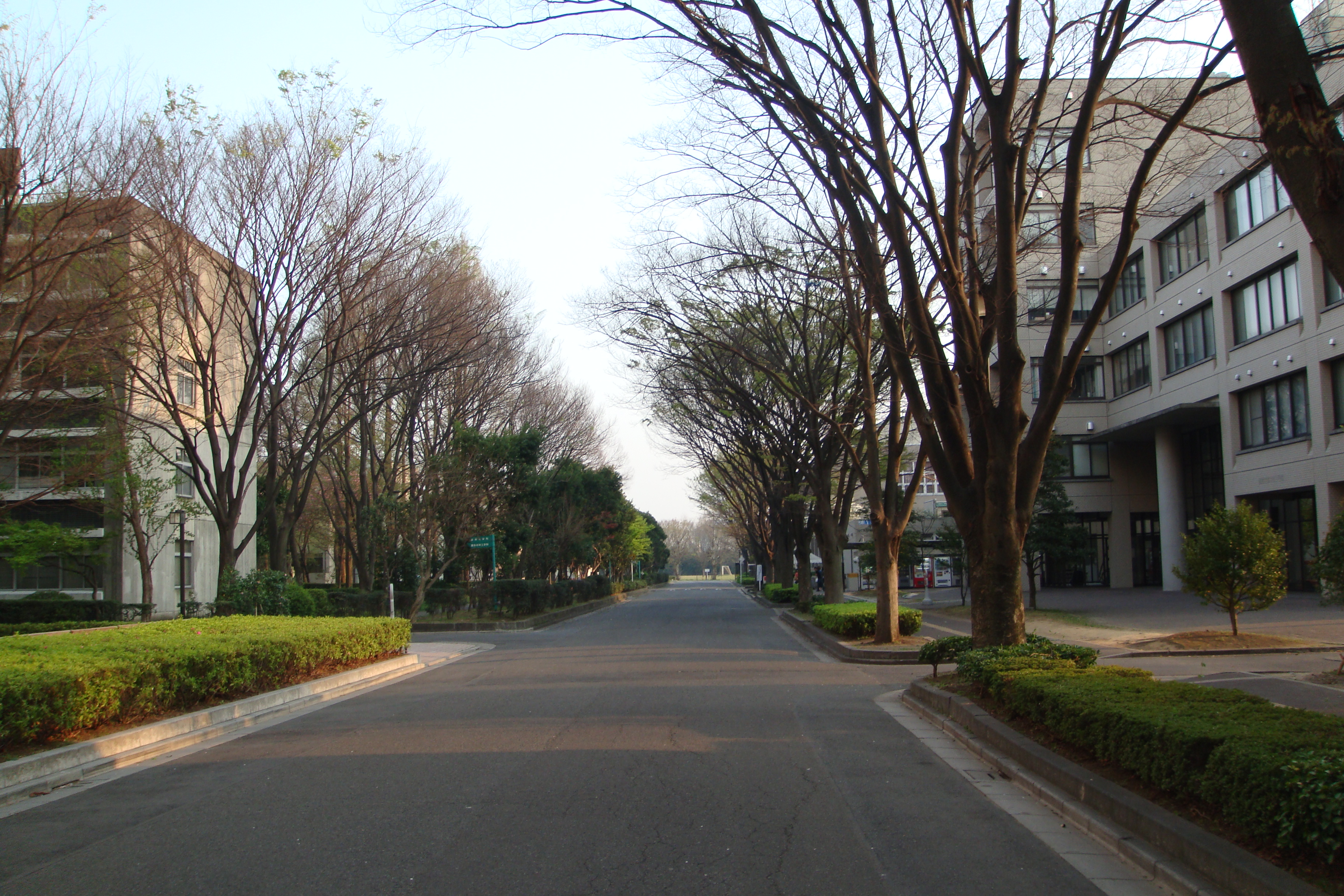
أحد شوارع جامعة سايتاما.
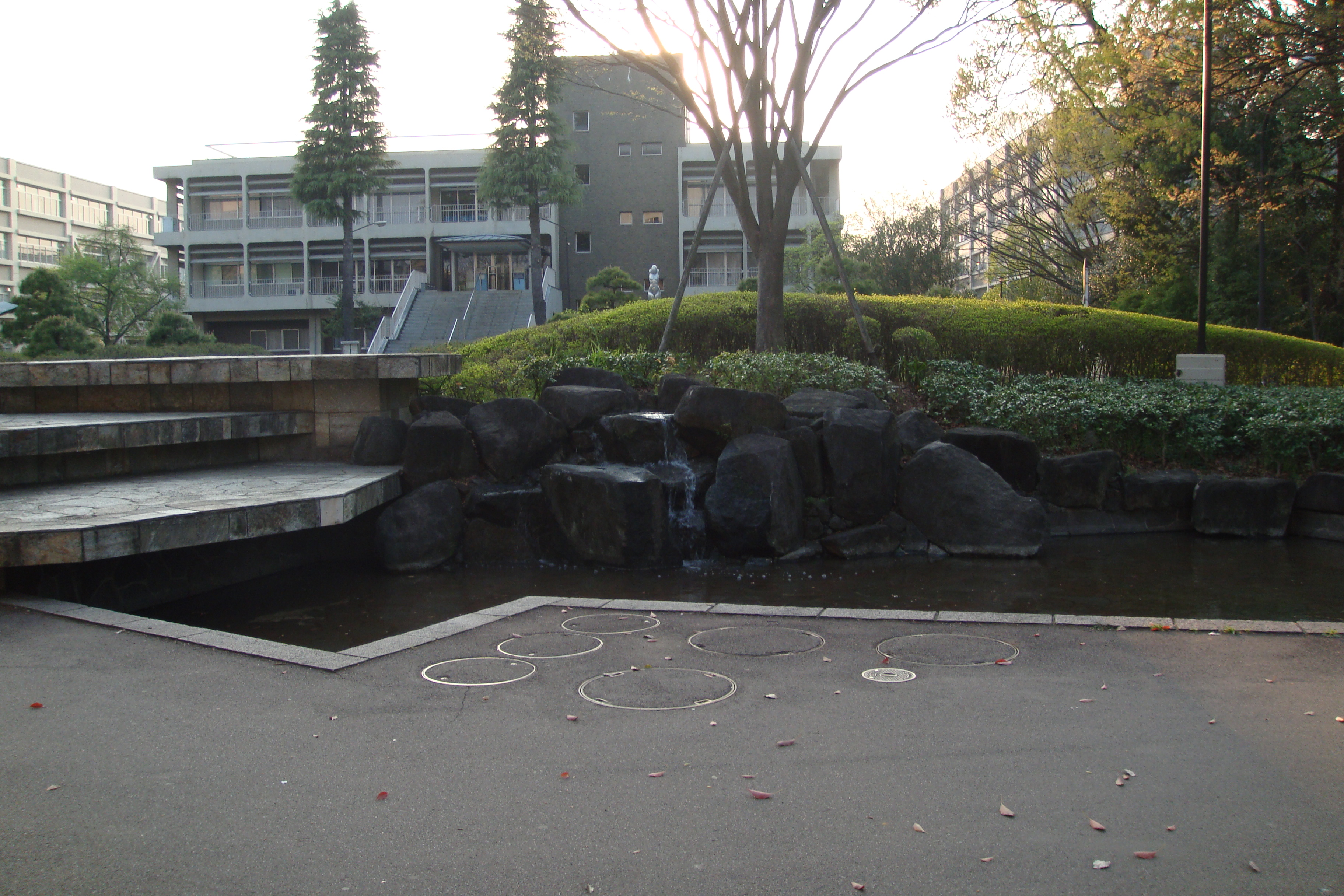
واجهة مكتبة الجامعة.
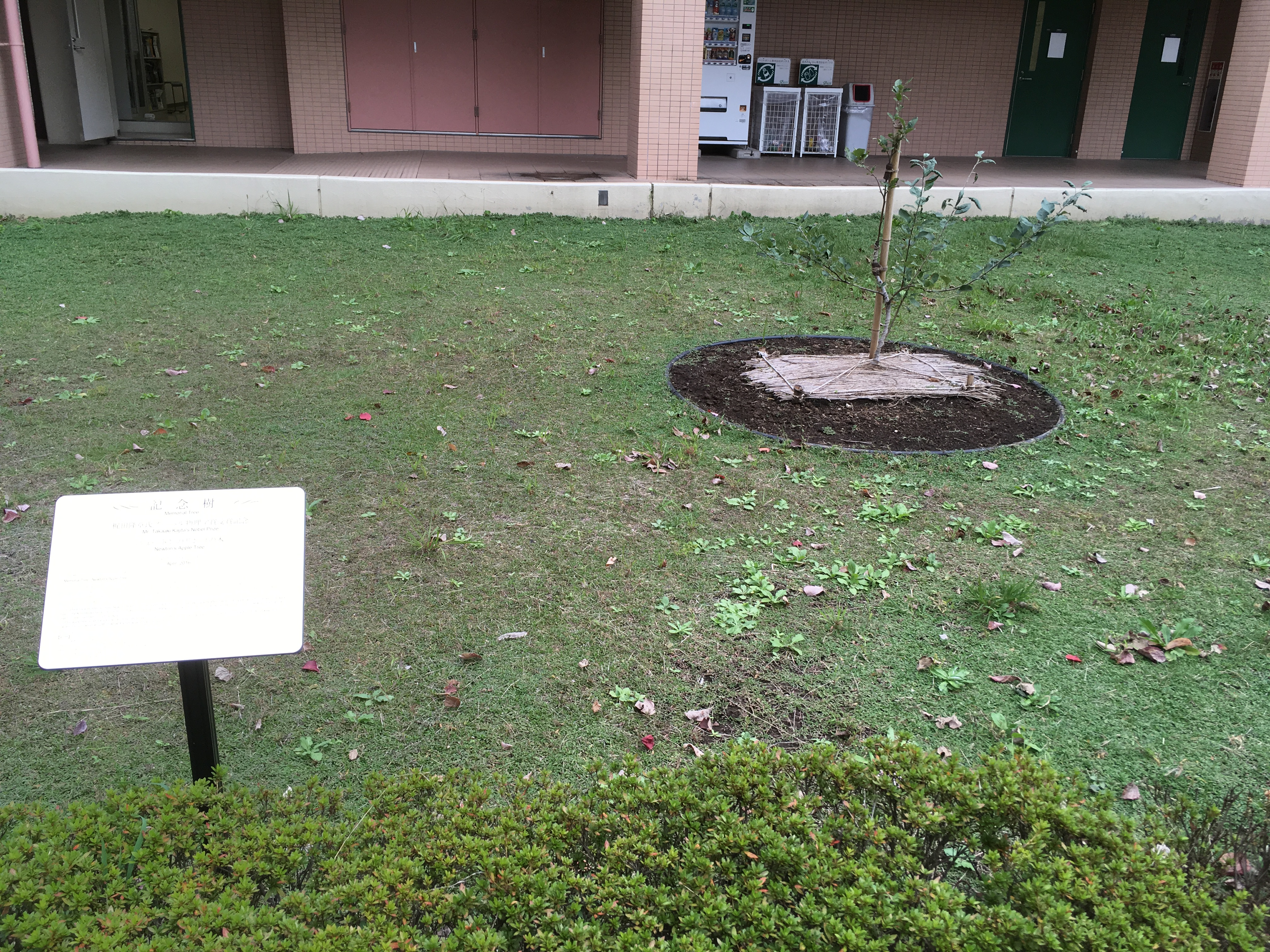
شجرة تفاح نيوتن في جامعة سايتاما، وهي فرع من الشجرة الأصلية الموجودة في بيت نيوتن كان قد أهديت لعدة دول منها اليابان.
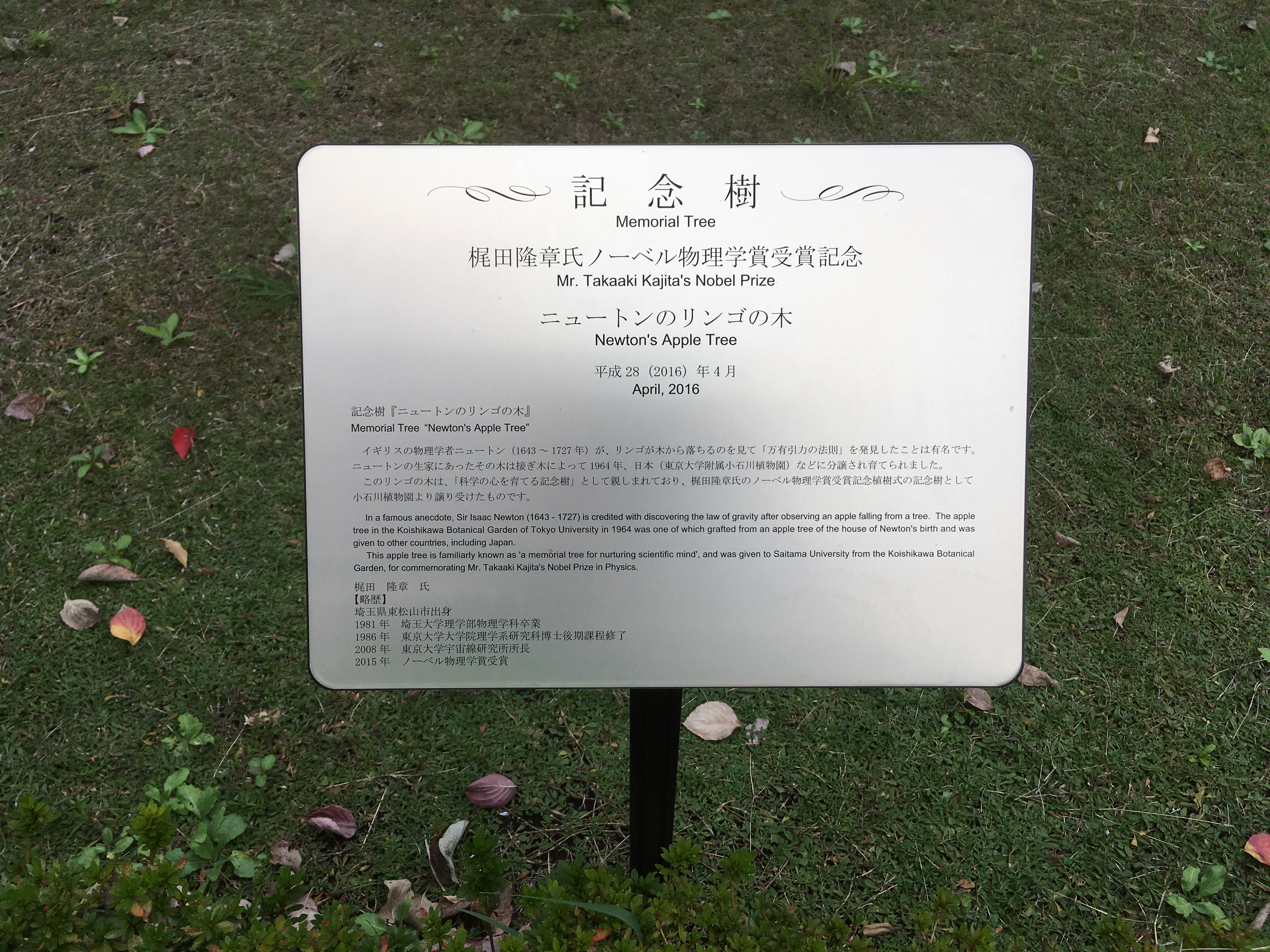
اللوحة التعريفية بشجرة نيوتن في جامعة سايتاما.
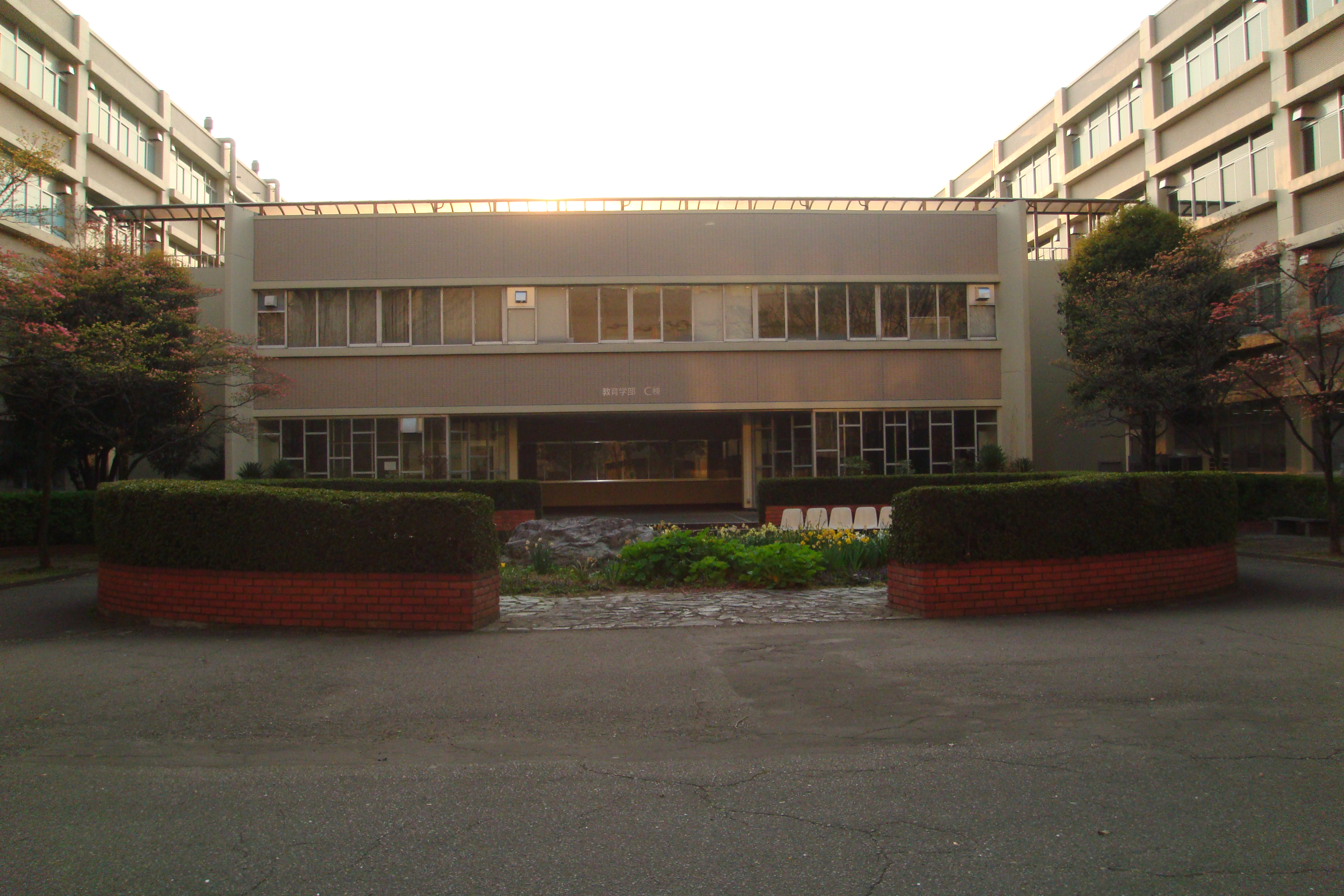
جامعة سايتاما.
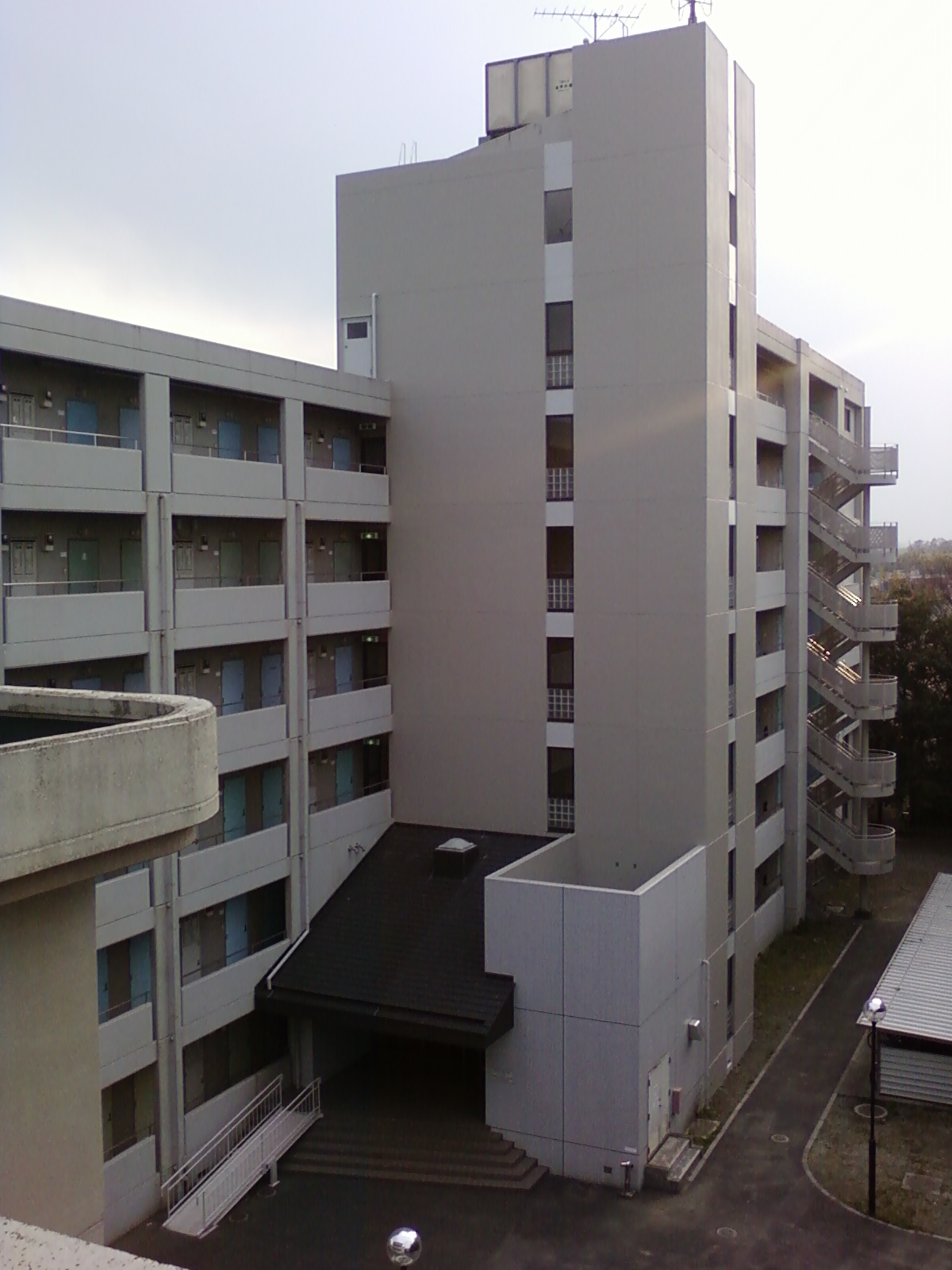
مبنى السكن للطلاب الدوليين (البيت الدولي) في جامعة سايتاما.
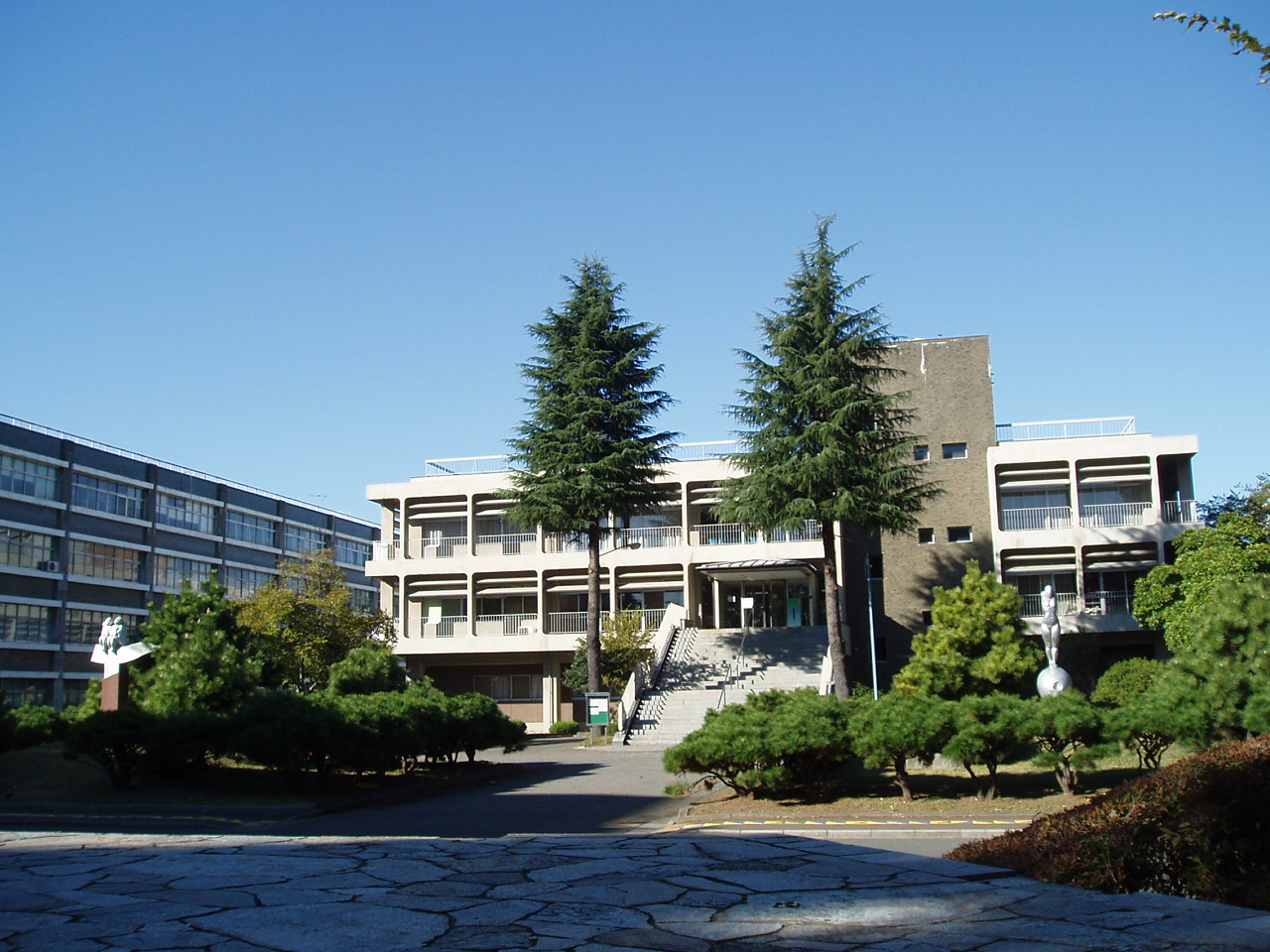
مكتبة جامعة سايتاما,
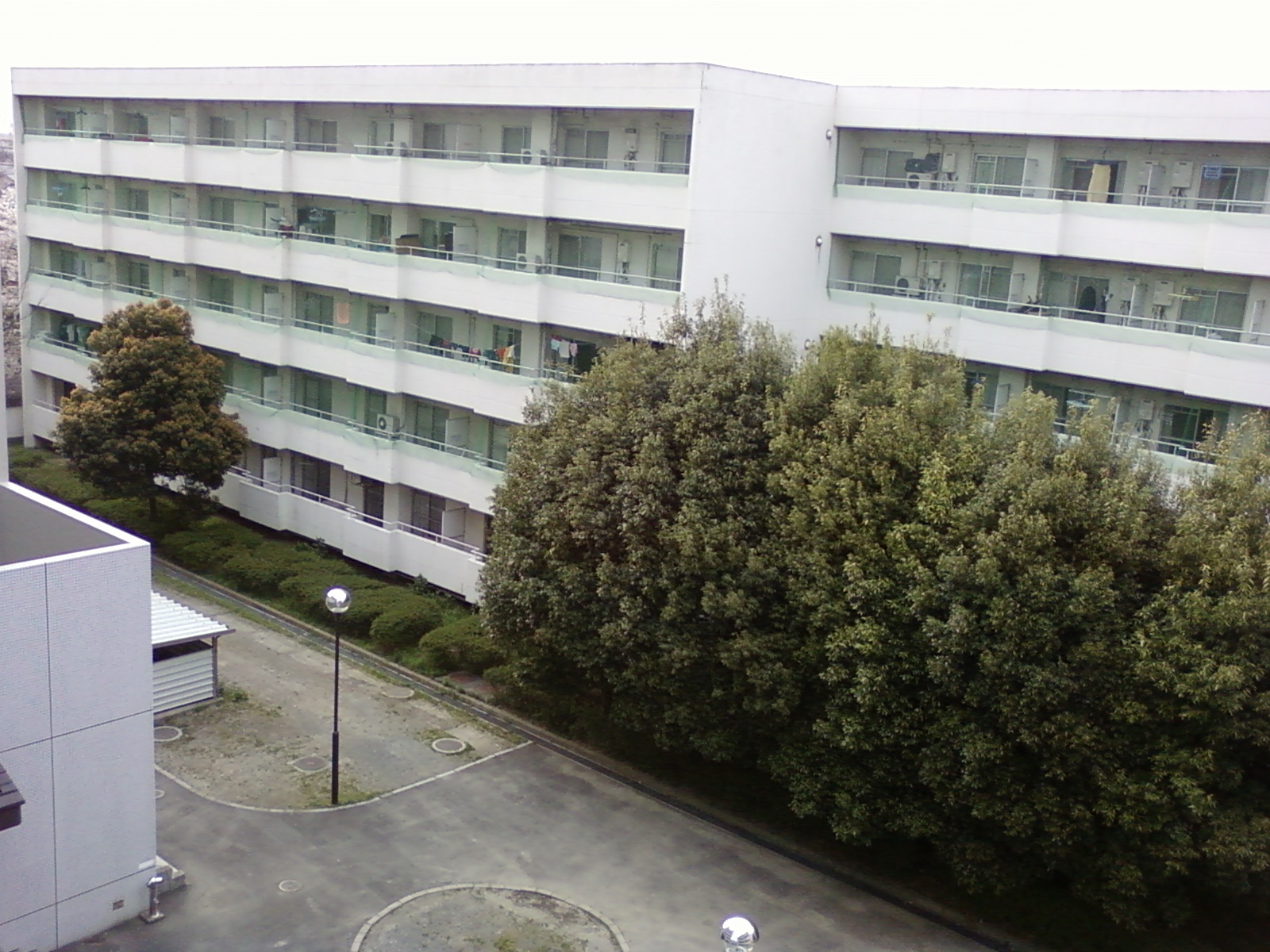
جانب من البيت الدولي في الجامعة.

## طالع أيضًا
- جامعة تيكيو
- جامعة طوكيو
- جامعة هيروشيما
- جامعة تسودا
- التعليم العالي في اليابان
- قائمة اليابانيين الحاصلين على جائزة نوبل

## روابط خارجية
- الموقع الرسمي (باليابانية).
- الموقع الرسمي (بالإنجليزية).